# Edificio Villasegura
El edificio Villasegura está situado en el barrio de Los Hoteles, en la ciudad de Santa Cruz de Tenerife, isla de Tenerife (Canarias, España).
Es Bien de Interés Cultural, con categoría de Monumento.

## Descripción
Es un edificio de planta rectangular, diseñado por Manuel de Cámara y Cruz a principios del siglo XX, con fachada de composición simétrica en tres plantas, con otros tantos paños verticales sobresalientes (el central y los laterales), que reciben un tratamiento estilístico diferenciado. Los tres cuerpos salientes se conectan mediante paños intermedios con estilizados ventanales de medio punto con montante acristalado, alfiz y pilastras separadoras, mientras que en planta baja dominan los huecos escarzanos. El basamento está decorado con listones horizontales, simulando sillares, mientras que los paños laterales son ciegos con esculturas de plano. En el primer nivel los pilastrones que enmarcan la portada son sustituidos por cuatro pilares redondos. La coronación es con cornisa y sobre los laterales dos frontones triangulares con rosetón, incorporados en la fachada del tercer nivel sostenidos por columnas jónicas sobre plintos cajeados.
Se le añadió una tercera planta a las dos originales que alteró la composición y armonía de la edificación original.
La fachada está decorada con medallones de Imeldo Serís Granier y Blanco, Marqués de Villasegura, Viera y Clavijo, y Bethencourt y Molina, realizados por Eduardo Tarquis. Aparece rodeado de jardines, con semisótano y dos plantas.
El interior de la planta baja aparece dividido en salas destinadas a aulas y en el superior existían originalmente dos salones para museo y biblioteca, y otro destinado a museo y salón de actos.

## Galería

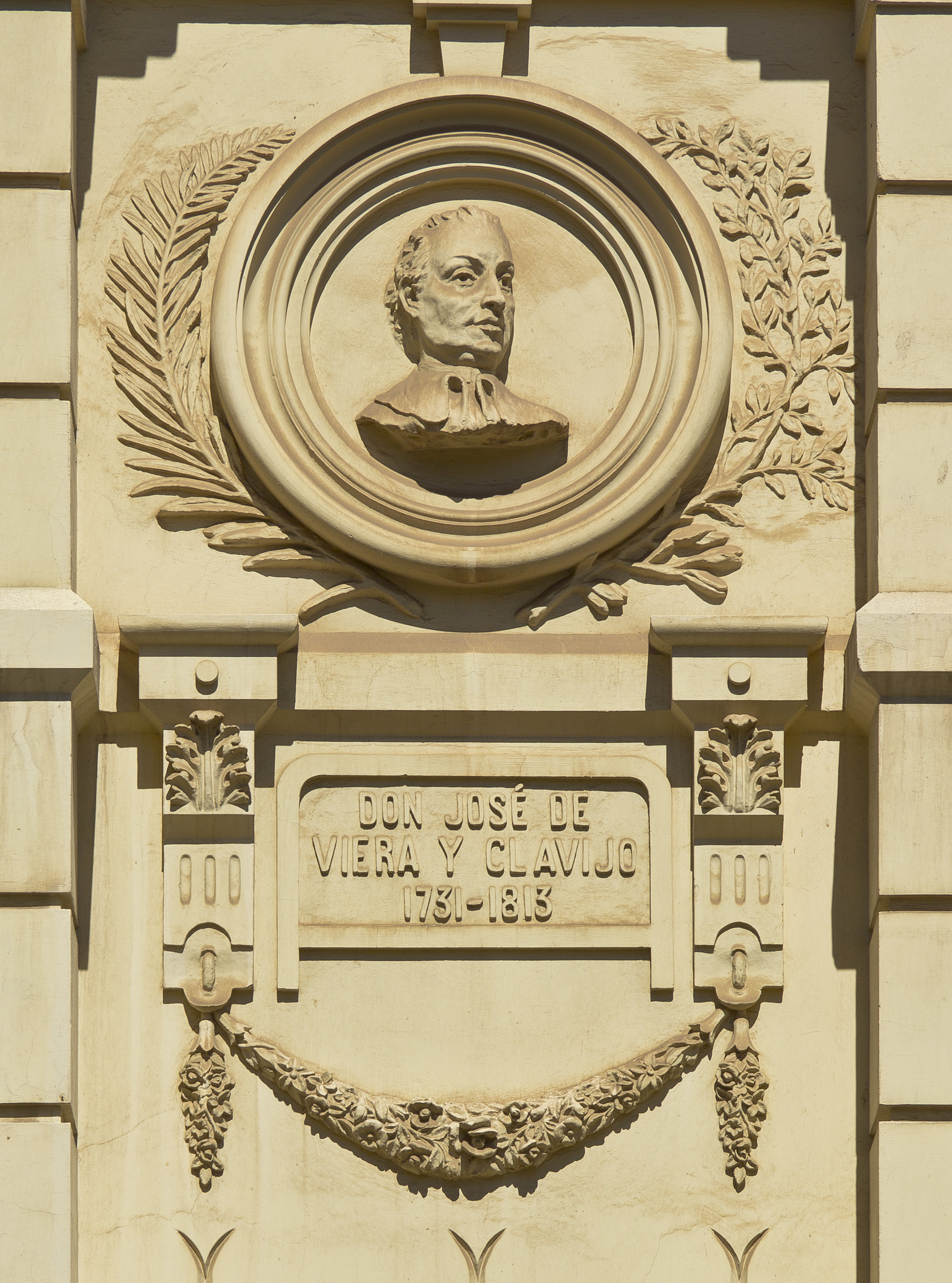
Medallón de José Viera y Clavijo.
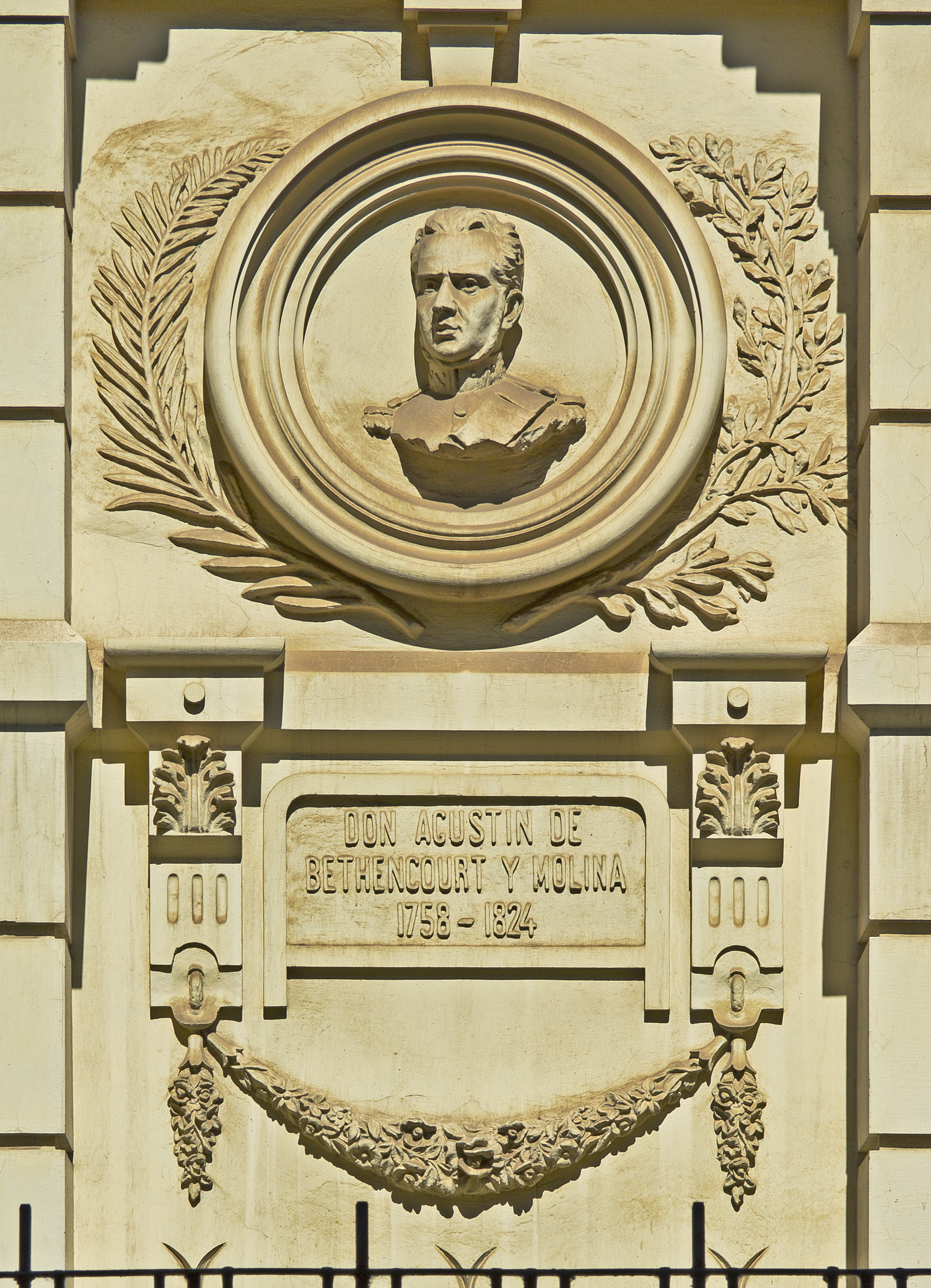
Medallón de Bethencourt y Molina.